# Bionville-sur-Nied
Bionville-sur-Nied è un comune francese di 376 abitanti situato nel dipartimento della Mosella nella regione del Grand Est.

## Società

### Evoluzione demografica
Abitanti censiti